# Eriosema corymboides
Eriosema corymboides là một loài thực vật có hoa trong họ Đậu. Loài này được M. Sousa & Fortunato miêu tả khoa học đầu tiên năm 1993.